# Mario Zatelli
Mario Zatelli (ur. 21 grudnia 1912 w Satif, zm. 7 stycznia 2004 w Sainte-Maxime) – francuski piłkarz występujący na pozycji napastnika, reprezentant Francji, trener piłkarski.

## Kariera piłkarska
Wychowywał się w Algierii, na początku lat 30. przeniósł się wraz z rodziną do Maroka. Tam też rozpoczął występy w USM de Casablanca, gdzie został dostrzeżony przez poszukiwaczy talentów z czołowego klubu francuskiego Olympique Marsylia. Od 1935 był zawodnikiem tego zespołu. Grał na pozycji napastnika. W 1937 roku klub zdobył mistrzostwo Francji a w 1938 roku Puchar Francji. Zatelli został zauważony i powołany do reprezentacji narodowej. Wystąpił tylko w jednym meczu, zakończonym zwycięstwem Francji nad Polską 4:0, w którym strzelił ostatnią z bramek (22 stycznia 1939).
W latach 1939–1940 występował w zespole Racing Club de France, następnie w Toulouse FC, wraz z którą zdobył mistrzostwo Francji w 1943, krótko przed zawieszeniem ligi w okresie wojennym. Po wojnie ponownie zawodnik Olympique Marsylia, w 1948 roku po raz trzeci świętował klubowe mistrzostwo kraju.

## Kariera trenerska
Po zakończeniu kariery zawodniczej uzyskał certyfikat trenera; już swój pierwszy klub, OGC Nice, doprowadził do dwóch tytułów mistrza Francji (1951 i 1952) oraz Pucharu Francji (1952). Zespół FC Nancy z trenerem Zatellim dotarł do finału Pucharu Francji.
W latach 1963–1973 pracował jako trener Olympique Marsylia. Pozostawał w konflikcie z prezydentem klubu, Marcelem Leclerkiem, który zwalniał go trzykrotnie. Jednocześnie jednak Zatelli zapewnił klubowi marsylskiemu sukcesy – Puchar Francji 1969, mistrzostwo Francji 1971, a także pierwszy w historii klubu dublet – Puchar i mistrzostwo w jednym sezonie (1972). Kluczem do dobrych wyników była polityka transferowa; Zatelli postawił na dwóch piłkarzy zagranicznych – Szweda Rogera Magnussona i Jugosłowianina Josipa Skoblara. Szczególnie zapamiętany został Skoblar, który w 1972 ustanowił rekord strzelecki – 44 bramki w 36 meczach ligowych. Zatelli odszedł od futbolu po kolejnym zwolnieniu go przez prezydenta Leclerca w 1973.